# Nemîrînți, Kozeatîn
Nemîrînți (în ucraineană Немиринці) este un sat în comuna Peremoha din raionul Kozeatîn, regiunea Vinnița, Ucraina.

## Demografie
Componența lingvistică a localității Nemîrînți
     Ucraineană (99,58%)
     Alte limbi (0,42%)
Conform recensământului din 2001, majoritatea populației localității Nemîrînți era vorbitoare de ucraineană (99,58%), existând în minoritate și vorbitori de alte limbi.